# Схолтенс, Лиса
Лиса Схолтенс (нидерл. Lisa Scholtens; род. 17 января 2005) — нидерландская шашистка. Бронзовый призёр командного чемпионата мира по международным шашкам (2024) в составе сборной Нидерландов. Бронзовый призёр чемпионата Европы в формате рапид (2024). Серебряный призёр чемпионата Нидерландов 2023 года, бронзовый призёр (2022, 2024). Бронзовый призёр чемпионата мира среди девушек (2022). Чемпионка Европы среди девушек (2024). Международный мастер среди женщин (MIF).

## Спортивная биография
Начала играть в шашки  в 6 лет, подражая своей сестре Ясмейн Схолтенс. Дебютировала  на национальных чемпионатах в возрастной категории «Надежды» в 2013 году, а на следующий год стала победителем этого соревнования в этой возрастной категории. В 2021 года Схолтенс заняла третье место на чемпионате мира в возрастной категории «кадеты». В 2022 году стала призёром чемпионата мира среди девушек. В этом же году завоевала первую медаль на национальном чемпионате, а на следующий год завоевала серебро.
Дебютировала на чемпионате Европы 2022 года и отобралась на чемпионат мира 2023. На чемпионате мира в 2023 гоуд неожиданно заняла 4 место, опередив Наталью Садовскую из Польши. В октябре этого года Лисе Схолтенс было присвоено звание Международного мастера среди женщин.
В 2024 году стала бронзовым призёром в составе Нидерландов (Лиса Схолтенс, Флёр Крёйсмюлдер, Юлия Бинцаровская) на командном чемпионате мира. На чемпионате Европы заняла 7 место, опередив по второму коэффициенту совсем юную Алису Мизане из Латвии. В формате блиц заняла 5 место. Успешно сыграла в формате рапид, заняв третье место.

### Чемпионат мира
- 2023 (4 место)

### Чемпионат Европы
- 2022 (9 место)
- 2024 (7 место)